# Thomas Lafayette Rosser

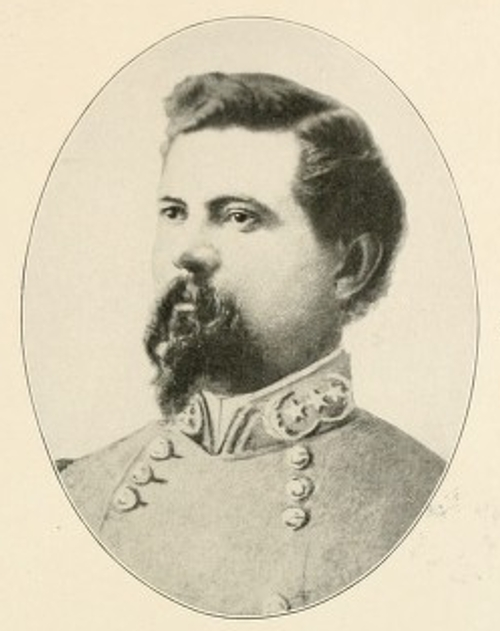
Thomas L. Rosser

Thomas Lafayette Rosser (* 15. Oktober 1836 in Campbell County, Virginia; † 29. März 1910 in Charlottesville) war im Sezessionskrieg ein Generalmajor der Konföderierten Armee.

## Leben
Thomas L. Rosser wurde 1836 auf der Farm „Catalpa Hill“ in Campbell County, Virginia, als Sohn von John Rosser und der Martha Melvina (geborene Johnson) geboren. Als er 13 Jahre alt war, zog seine Familie in den neuen Bundesstaat Texas und bestellte eine 640 Hektar große Farm am Sabine River. 1856 verließ er die United States Military Academy in West Point. Rossers Zimmerkamerad war George Armstrong Custer aus Ohio, der Rosser „Tex“ nannte. Rosser nannte seinerseits Custer „Fanny“. Als Texas Anfang 1861 aus der Union austrat, verließ Rosser West Point – nur zwei Wochen vor seinem geplanten Abschluss – um seine Dienste seinem Heimatstaat anzubieten. Er reiste nach Montgomery, um sich bei der konföderierten Armee einzuschreiben und wurde als Oberleutnant in Dienst gestellt.
Frisch aus der Militärschule kommend, wurde Rosser zum Ausbilder der Washington Artillery of New Orleans ernannt und befehligte in der ersten Schlacht von Bull Run eine Kompanie. Nachdem er während des Sieben-Tage-Feldzugs in Mechanicsville verwundet worden war, wurde er zum Oberst des 5. Virginia-Kavallerie-Regiments ernannt und nahm an der zweiten Schlacht von Bull Run und am South Mountain teil. Während der Kämpfe bei Crampton's Gap verzögerte seine Kavallerie zusammen mit John Pelhams Artillerie den Vormarsch des VI. Korps von William B. Franklin. In der Schlacht am Antietam zeichnete er sich abermalig aus, bevor er bei Kelly's Ford erneut verwundet wurde.
Rechtzeitig zur Schlacht von Gettysburg übernahm er wieder das Kommando und wurde erneut befördert: diesmal zum Brigadegeneral und zum Kommandeur der „Brigade Laurel“, die unter Turner Ashby Berühmtheit erlangt hatte. Rosser zeichnete sich während des Überland-Feldzugs weiter aus – wo er auf der Trevilian Station erneut verwundet wurde. 1864 wurde er ins Shenandoahtal geschickt, um die Kavallerie des Unionsgeneral Philip Sheridan zu überwachen. In der Südstatten-Presse wurde er als „Retter des Tals“ bekannt, obwohl er im Norden durch eine Niederlage gegen Unionstruppen in der Schlacht von Tom's Brook bekannt wurde.
Rosser wurde im November 1864 zum Generalmajor befördert und führte weiterhin blitzschnelle Kavallerieangriffe in West-Virginia und trat im Frühjahr 1865 in der Nähe von Petersburg wieder der Armee von Nord-Virginia bei. Er diente dann noch weiter bis zum Kriegsende, kämpfte in der Schlacht am Five Forks und weigerte sich bei Appomattox zu kapitulieren, bis er dann im Mai gefangen genommen, aber nach kurzer Zeit auf Bewährung wieder entlassen wurde.
Nach dem Krieg war Rosser als Chefingenieur der Eisenbahngesellschaften Northern Pacific und Canadian Pacific erfolgreich tätig und ließ sich in der Nähe von Charlottesville nieder. Im Jahr 1898 ernannte ihn Präsident McKinley zum Ausbildner für die Kavallerie-Rekruten die im Spanisch-Amerikanischen Krieg eingesetzt werden sollten, die Übungen erfolgten auf dem Schlachtfeld von Chickamauga in Georgia. Rosser starb am 29. März 1910 in Charlottesville und ist auf dem Riverview Cemetery begraben.